# Imrich Kolláth
Imrich Kolláth (* 13. května 1957) je bývalý slovenský fotbalista, obránce. Žije v Senci.

## Fotbalová kariéra
V československé lize hrál za Inter Bratislava. Nastoupil ve 2 ligových utkáních. Gól v lize nedal. V nižších soutěžích hrál i za VTJ Žatec.

## Ligová bilance
| Ročník                                   | Zápasy | Góly | Minuty | Klub             |
| ---------------------------------------- | ------ | ---- | ------ | ---------------- |
| 1. československá fotbalová liga 1976/77 | 2      | 0    | 70     | Inter Bratislava |
| Česká národní fotbalová liga 1978/79     | –      | –    | –      | VTJ Žatec        |
| CELKEM 1. liga                           | 2      | 0    | 70     |                  |